# CICS
Customer Information Control System, viết tắt CICS, là một chương trình máy tính, nhận lệnh qua màn hình của các máy tính lớn IBM. Với chương trình này, máy nhận và trả lời hàng ngàn lệnh qua màn hình và thu xếp tất cả một cách hiệu nghiệm nhất để sử dụng tất cả các tiềm lực (resource) của máy mà không bị ảnh hưởng lẫn nhau. Chương trình này nhằm ngăn ngừa trường hợp tất cả các lệnh đến cùng một lúc vào máy, làm máy và các hệ thống bị tắc nghẽn do quá tải.

## Liên kết kết ngoài
- IBM CICS Family official website
- IBM CICS Whitepaper - Why to choose CICS Transaction Server for new IT projects
- CICS official 35th Anniversary website
- CICS User Community website for CICS related news, announcements and discussions Lưu trữ ngày 5 tháng 8 năm 2008 tại Wayback Machine
- Bob Yelavich's CICS focused website. (Archived copy from 5 Feb 2005) Note that this site uses frames, but on high-resolution screens the left-hand frame, which contains the site index, may be hidden. Scroll right within the frame to see its content.